# Depot von Kyšice
Das Depot von Kyšice (auch Hortfund von Kyšice) ist ein Depotfund der frühbronzezeitlichen Aunjetitzer Kultur aus Kyšice u Plzně im Plzeňský kraj, Tschechien. Es datiert in die Zeit zwischen 1800 und 1600 v. Chr. Das Depot ist heute zwischen dem Nationalmuseum in Prag und dem Westböhmischen Museum in Pilsen aufgeteilt.

## Fundgeschichte
Das Depot wurde 1879 von Arbeitern in einer Felsspalte gefunden. Die Fundstelle soll eine aus Kieselschiefer bestehende Anhöhe namens „Čerma“ gewesen sein, die zehn Minuten vom Ort entfernt liegt. Da dieser Name in alten Karten nicht verzeichnet ist, ist die genaue Lage der Fundstelle heute unklar.

## Zusammensetzung
Das Depot besteht aus drei Bronzegegenständen: zwei Randleistenbeilen und einem Absatzbeil. Die Randleistenbeile besitzen bogenförmige Schneiden und einen eng ausgeschnittenen Nacken, das Absatzbeil eine gedrungene, herzförmige Rast. Die Randleistenbeile befinden sich heute in Pilsen, das Absatzbeil in Prag.